# سوفي ستيوارت
سوفي ستيوارت (بالإنجليزية: Sophie Stewart)‏ هي ممثلة بريطانية (وحملت سابقاً جنسية المملكة المتحدة لبريطانيا العظمى وأيرلندا)، ولدت في 5 مارس 1908، وتوفيت في 6 يونيو 1977.

## وصلات خارجية
- سوفي ستيوارت على موقع IMDb (الإنجليزية)
- سوفي ستيوارت على موقع قاعدة بيانات الفيلم (الإنجليزية)